# Гатико
Га̀тико (на италиански: Gattico; на пиемонтски: Gàtich, Гатик) е малко градче в Северна Италия, община Гатико-Веруно, провинция Новара, регион Пиемонт. Разположено е на 383 m надморска височина.